# Helmut Drück
Helmut Drück (* 21. Januar 1932 in Maulbronn) ist ein deutscher Jurist und Medienmanager. Er war von 1990 bis 1993 Intendant des RIAS Berlin.

## Leben
Drück studierte nach dem Abitur in Mühlacker einer Lehre zum Bankkaufmann in Freiburg im Breisgau Rechtswissenschaft und Politische Wissenschaft an der Albert-Ludwigs-Universität Freiburg, der Universität Hamburg, der Freien Universität Berlin und der Georg-August-Universität Göttingen. 1955 absolvierte er das Erste Juristische Staatsexamen an der Universität Freiburg im Breisgau und wurde 1960 am Institut für Völkerrecht der Universität Göttingen mit der Dissertation Gemeinsame Unternehmen in Staatenverbindungen zum Dr. jur. promoviert. 1963 erwarb er einen Master of Laws an der Law School der Harvard University. 1964 legte er das Zweite Juristische Staatsexamen in Celle ab. 1965 wurde er zunächst Referent bei der Mobil Oil Company in Hamburg.
Es folgte eine Tätigkeit beim Westdeutschen Rundfunk in  Köln. Von 1970 bis 1972 war er dort Referent von Peter Scholl-Latour. 1972 wurde er Leiter der WDR Intendanz. Ab 1980 war er Leiter der Hauptabteilung Sendeleitung und Zentrale Aufgaben beim WDR Fernsehen. 1988 wurde er zum stellvertretenden Programmdirektor. Von 1990 bis 1993 war er Intendant des Rundfunks im amerikanischen Sektor (RIAS). Von 1995 bis 2000 war er Beauftragter zur Gründung der Deutschen Mediathek in Berlin. Drück gehörte mehreren Beiräten an wie dem Beirat Medienförderung Bundesministeriums für wirtschaftliche Zusammenarbeit. Außerdem war er an den Konsultationen zur Gründung des deutsch-französischen Kulturkanals arte beteiligt und Vorsitzender des Studienkreises Rundfunk und Geschichte. Drück, zeitlebens parteilos, ist Mitglied der Medienkommission der FDP.
Drück ist verheiratet und Vater von vier Kindern.

## Schriften (Auswahl)
- Die internationale Zusammenarbeit bei der friedlichen Verwendung der Atomenergie innerhalb Europas. Metzner, Frankfurt am Main u. a. 1959.
- (Hrsg.): Lebenswege. Menschen in Deutschland. Links, Berlin 1993, ISBN 3-86153-050-3.